# Château Sokolac
Le château Sokolac (en serbe cyrillique : Дворац Соколац код Новог Бечеја ; en serbe latin : Dvorac Sokolac kod Novog Bečeja) est situé près de Novi Bečej, dans la province de Voïvodine et dans le district du Banat central, en Serbie. Il est inscrit sur la liste des monuments culturels protégés de la république de Serbie (identifiant no SK 1985).

## Présentation

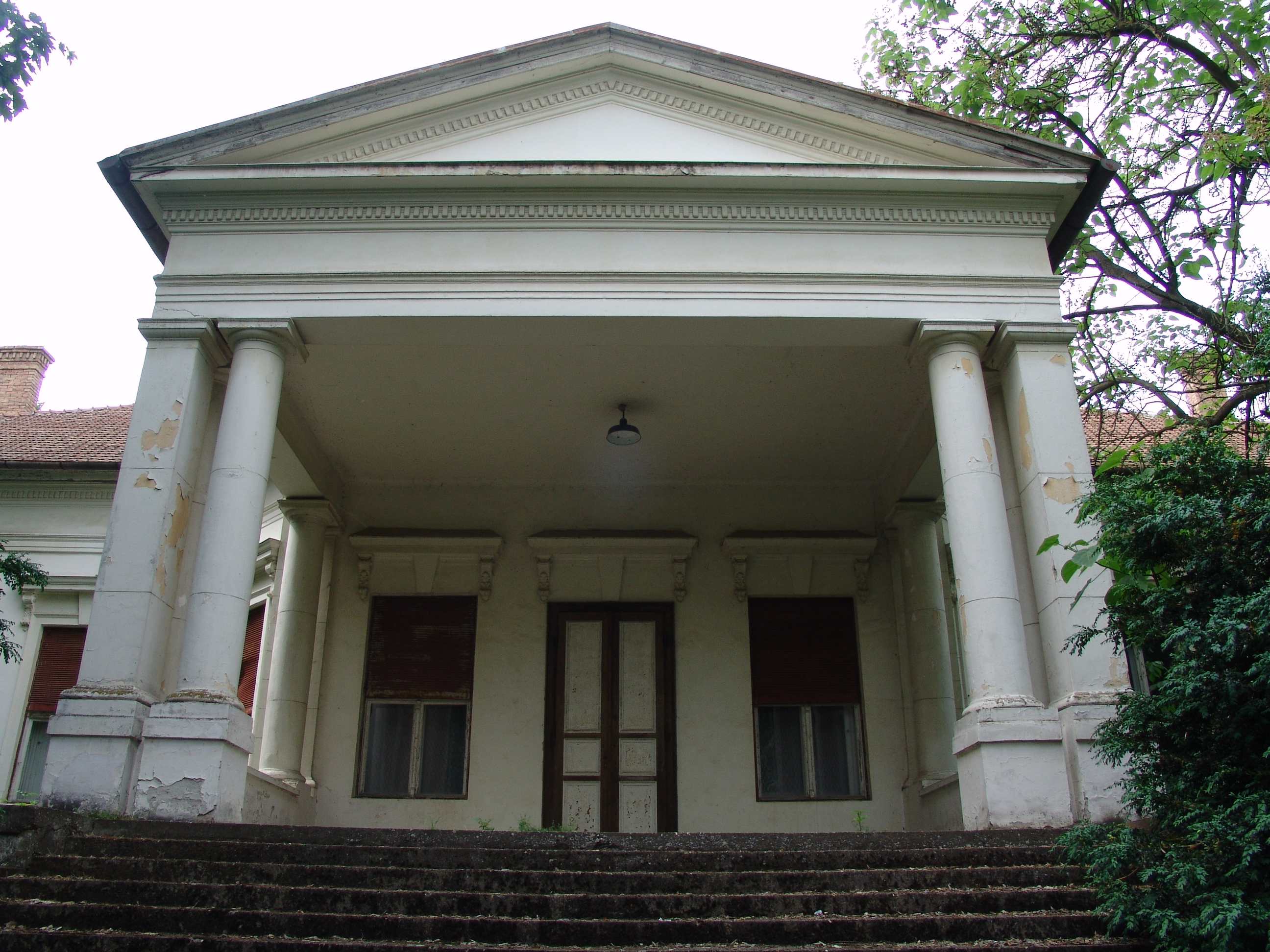
Le porche d'entrée.

Le château fait partie d'un ensemble qui, outre le bâtiment résidentiel proprement dit, abrite des bâtiments servant à des fins économiques comme des bâtiments administratifs, des écuries et d'autres dépendances relevant de l'économie rurale. L'ensemble du domaine couvre une superficie d'environ 4 000 acres,. Le château a été construit pour Lazar Dunđerski qui l'a laissé en dot à sa fille Emilija Ivanović,.
Le bâtiment, de forme rectangulaire, s'étend sur un terrain plat selon un axe nord-est sud-ouest ; il est séparé des dépendances par une grille en fer forgé à valeur décorative. De style monumental, il est constitué d'un rez-de-chaussée et est caractéristique du style néo-classique,. La façade avant est ornée d'une rampe d'accès et d'un porche couvert avec un fronton triangulaire soutenu par quatre colonnes. La façade arrière, donnant sur le parc, possède une terrasse reposant sur un haut piédestal ; elle est rythmée par des colonnes alternativement circulaires ou carrées aux chapiteaux doriques supportant un fronton,. Sous l'édifice se trouve une haute cave dotée d'une « voûte prussienne » et de solives qui soutiennent le plancher en bois de l'étage.
L'intérieur du château abrite encore des éléments de la riche décoration d'origine, notamment des meubles anciens et les poêles des chambres ainsi que les papiers peints et les stucs du plafond du salon d'apparat. La chambre de Lenka Dunđerski abrite son portrait peint par Uroš Predić.

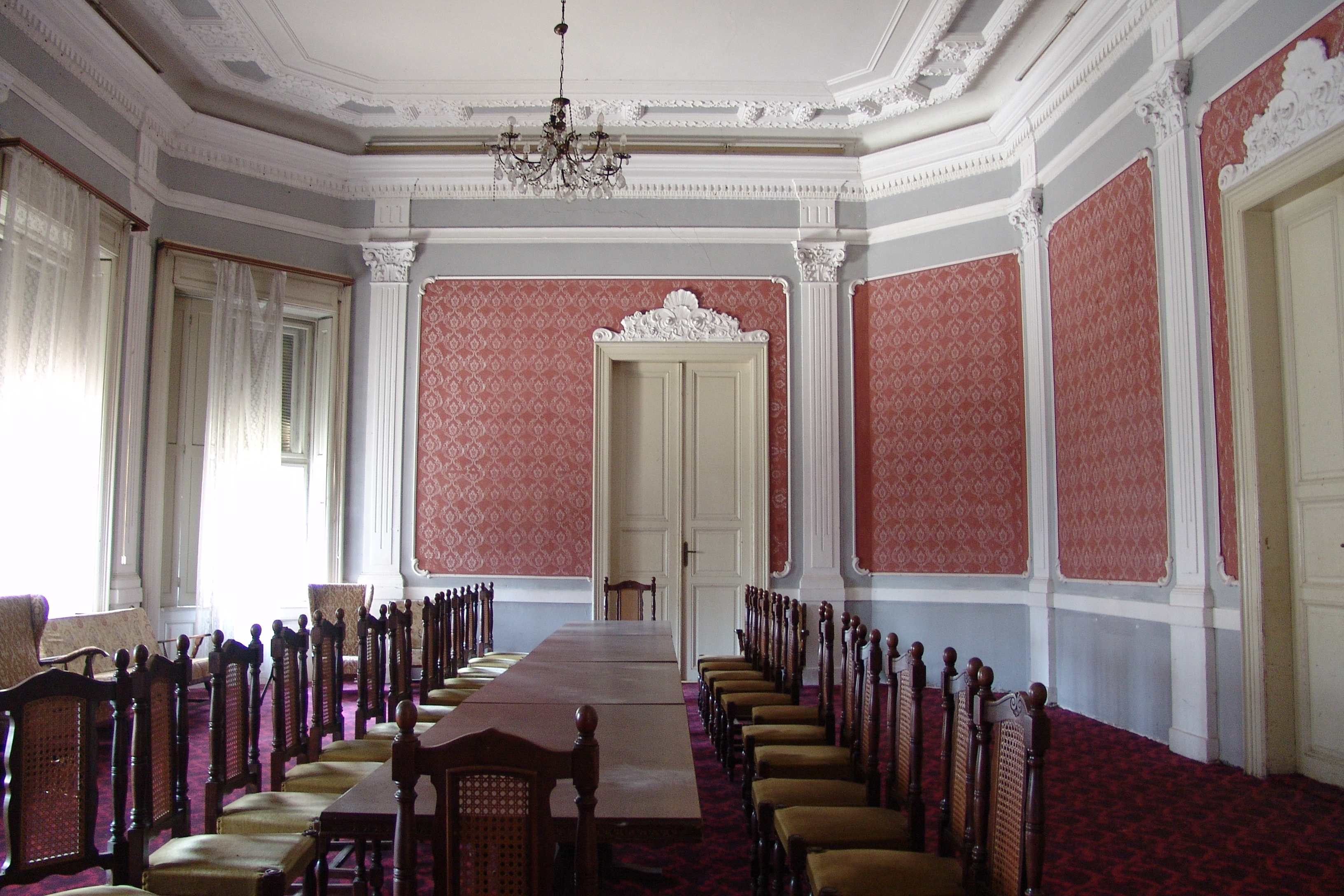
Le salon d'apparat.
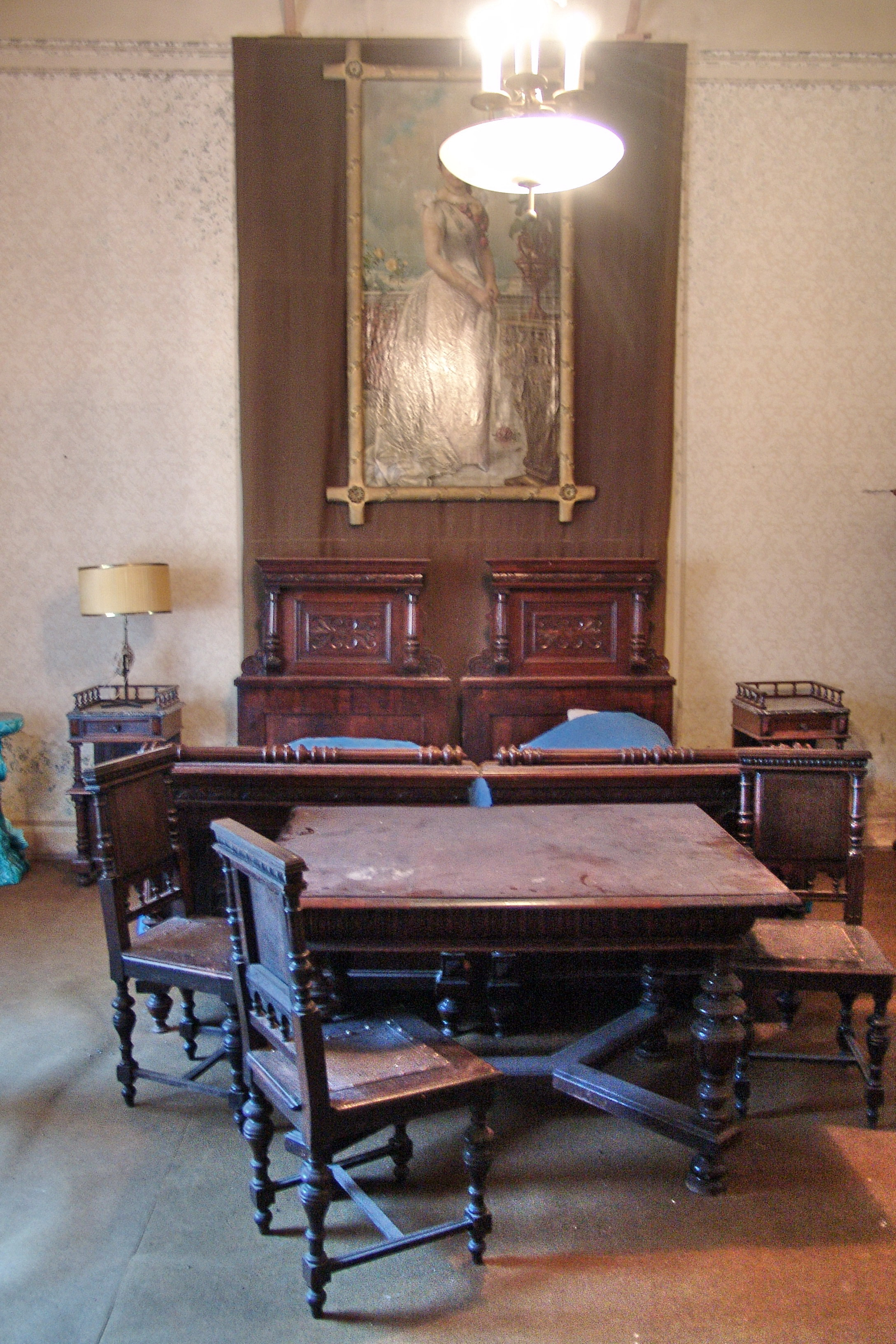
La chambre de Lenka Dunđerski.
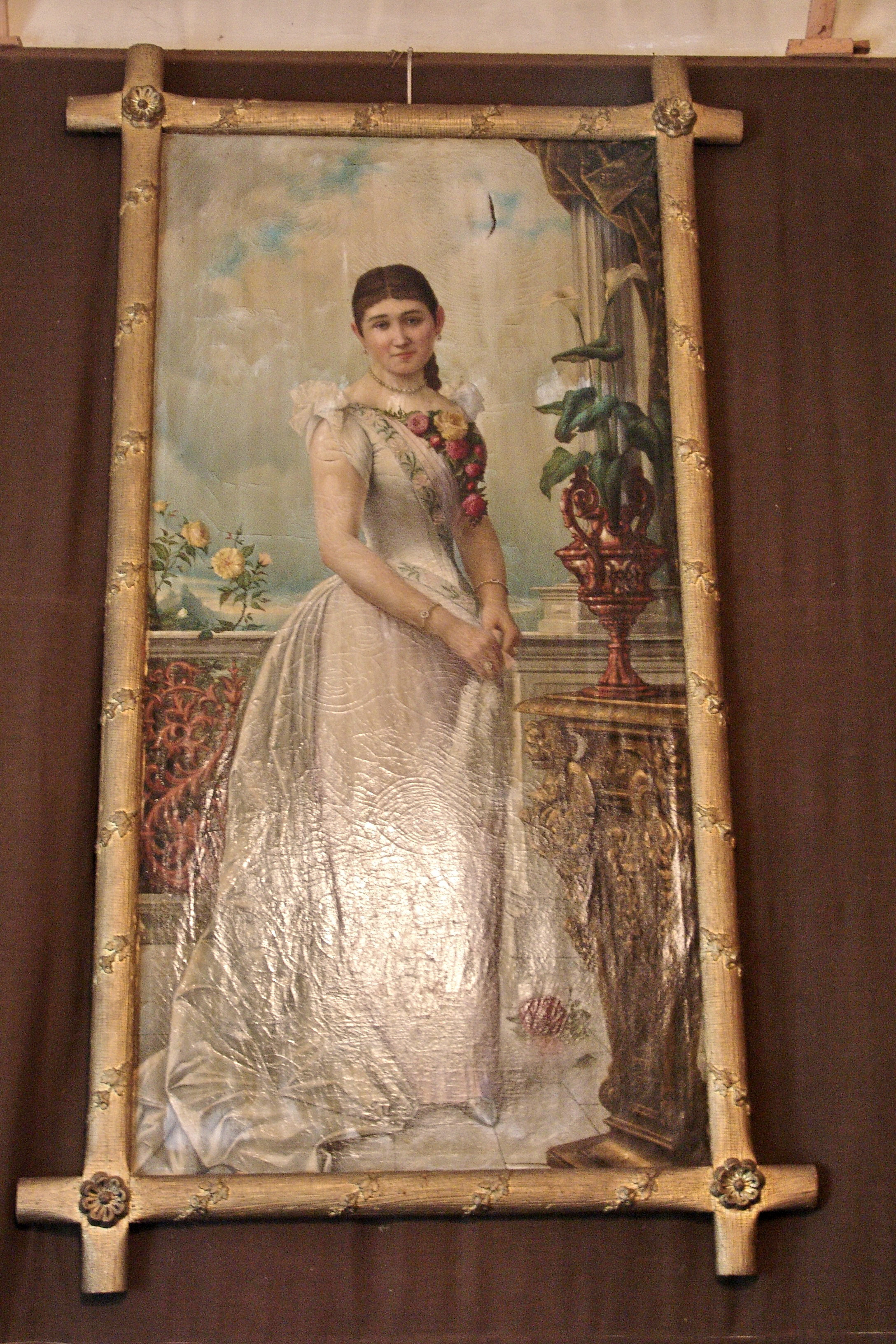
Portrait de Lenka Dunđerski par Uroš Predić.